# Уланів
Ула́нів — село (колишнє місто), центр Уланівської сільської громади Хмільницького району Вінницької області, над річкою Снивода.

## Історія
Назва Уланів правдоподібно татарського походження, походить з татарської мови: улан означає — «князь», «король»
Біля міста знаходилось 2 кургани. Був замок.

### Під владоюРечі Посполитої
Згадується в переліку заставних королівських маєтностей 1469 року..
1552 р. король Сигізмунд II Август надає спустошений Уланів близько татарської границі, де перед цим був замок — братам Лукашу, Юрію, Яну, Петру Дукадиновичам з Македонії, ним були визначені ярмарки на Вознесіння та Миколая і торги по неділях. Місту було надано магдебурзьке право. Місто було звільнене від податків на 2 роки.
1570 Уланів належав найстаршому сину великого коронного гетьмана Миколая Героніма Сенявського Рафалу Сенявському, мало на той час 70 осель, 3 стави. Місто знаходилася на татарському Чорному шляху. Місто було звільнене від податків на 10 років. Уланів мав замочок з 3 вежами, обнесений палісадом. Гармат тоді замок не мав взагалі.
18 квітня 1606 — місто перед тим, ймовірно, було повністю знищене, так як король Сигізмунд III Ваза надає кам'янецькому каштелянові Якубу Претвічу привілей на закладення тут міста, надає йому ще раз магдебурзьке право. Війтом був Гаврило Івашкович. Місто було звільнене на 4 роки від податків. 1606 р. Якуб Претвич відступив Уланів родичу Павелу Уханському. До Уланова належали 3 села: Тараски, Рибчинці і Вороняче.
За люстрацією 1615 , місто мало 140 осель, перед тим постраждало від набігу перекопського царика i Кантиміра Аги, були спалені передмістя і ближні села.
Місто і замок було з трьох сторін оточене ставами; з четвертої сторони від ставу до ставу місто було оперезане широким валом, який складався з 20 штук, кожна по 30 ліктів (300 м) і трьома міцними вежами, з яких 2 по боках були дубовими. Вежі були помежи частоколом (парканом), який в деяких місцях мав 3 ряди. Старий замок був наново обнесений дубиною, обнесений земляним валом з припалками, були збудовані 2 нові башти і третю стару укріплено. Під замком був дерев'яний костел Господнього Преображення, збудований за сприяння Павела Уханського) в 1615 р. В замку було 2 старих будинки, 3 новозбудованих. Навколо замку було 10 старих комор, збудовано 10 нових. Так як місто стояло на Чорному шляху, комори були необхідні, щоб населення ховалось від татар.
1636 року посесором Уланівського староства був Олександр Пясєцкі (П'ясецький).
Під час козацьких війн замок був значно зруйнований; в місті певний час жив Богдан Хмельницький.
Старостою був Якуб Чесьньовскі (Яків Чесновський). Ним був фундований дерев'яний костел в 1731 р., який існував до 1837 р., був зруйнований та перенесений до каплички за містом, збудованої в 1817 р.
За люстрацією 1765 — будувався новий кам'яний замок, який був обнесений старими валами, був ще не закінчений. Місто з прилеглими селами утворювало окреме староство. Місто належало тоді вінницькому старості Юзефу Чесьньовському (Йосипу Чесньовському). В місті була тоді в'їзна ратуша. Біля міста були підземні погреби, в яких від татарських набігів ховалось населення. На річці, навпроти замку стояв дерев'яний будинок. Тут був розвідний міст, який сполучав з замком.
6 травня 1768 біля міста відбувся бій росіян із конфедератами (під проводом Пуласького, Щеньовського, Гіщинського).
1775 р. місто Уланів отримав Крашевський, після нього у 1787 р. його син Людвік Крашевський правом володіння на 50 років. Уланів відійшов до Російської імперії, він змушений був його продати (продав Уланів сенаторові Ілінському).

### У складі Російської імперії
Сенатор Ілінський продав місто Уланів по частинах, першому Голонівському.
1837 Уланів купив Крушинський. Після нього власниками Уланова були Мшарські.
1837 — зруйнували Преображенський костел.
1854 — зруйнували замок, із замкових будівель в ?р. Пшевлоцький побудував цукрову фабрику.
Наприкінці XIX ст. над річкою в межах міста було 4-кутне замчище, був підземний поверх, який залишився від кам'яного замку. Місце це називалось Замковище, було розділене дорогою на 2 частини, приблизно однаковими за розмірами: одна 48 на 33 м, інша 47 на 37 м. Кругом був вал, який в деяких місцях був не збережений.
Наприкінці XIX ст. місто мало 283 оселі, 2497 мешканців, церкву, костел, синагогу, 2 єврейські молитовні будинки, ратушу, 2 млини, 22 лавки, 79 ремісників, цукрову фабрику (закладену в 1864 р., на якій працювали 200 осіб), аптеку, школу з 2 вчителями і 66 учнями; на рік відбувалося 10 ярмарків. До церкви належали 779 парафіян, до костелу належали 1464 парафіян.

### У складі УРСР
З 7 березня 1923 року стає центром Уланівського району у складі Вінницької округи Подільської губернії.
Уланівський район ліквідований 30 грудня 1962 року з віднесенням території до Хмільницького району.

### Часи відновлення Незалежності України
16 жовтня 2018 поблизу села впав літак Су-27 українських ВПС, пілоти загинули.

### Єврейська громада
Будучи відомим центром торгівлі, Уланів здавна приваблював євреїв. Їхня громада стрімко зростала кількісно.
У часи Другої світової війни 10 червня 1942 року в Уланові страчено понад 900 євреїв.

## Населення

### Мова
Розподіл населення за рідною мовою за даними перепису 2001 року:
| Мова       | Відсоток |
| ---------- | -------- |
| українська | 98,29%   |
| російська  | 1,25%    |
| інші       | 0,46%    |

## Пам'ятки
- Залишки замку (XVII–XVIII століть).
- Вознесенська церква (збудована у 1777 році за проектом Івана Григоровича-Барського[7]).
- Гідрологічний заказник місцевого значення Снивода.

## Голодомор
У 20 столітті відбулося відкриття пам'ятника жертвам Голодомору 1932—1933 рр. — односельчанам.

## Відомі люди
- Уланів — ймовірна батьківщина святого Феодосія Чернігівського (30-ті роки XVII століття).
- Валер'ян Петрович Тарноградський (нар. 20 серпня 1880 року) — український поет, його честь було названо уланівський парк.
- Рафал Сенявський
- певний час жив Богдан Хмельницький
- 1606 — подільський воєвода, син славного лицаря і барського старости Бернарда Претвіча — Якуб Претвіч.
- Вільчинський Володимир Тадейович — працював багато років головою колгоспу, Герой Соціалістичної Праці.

### Радянська кухня:картопля по-уланівськи
86-річна Глафіра Дорош — єдиний орденоносець СРСР, що отримала нагороду за кулінарний винахід. Всього 20 хвилин готується страва, що прославила в радянські часи вінницьке село Уланів. Сьогодні картоплю по-уланівськи можна знайти в меню ресторанів Росії, Америки, Канади, Ізраїлю, Німеччини. «Комсомолка» побувала в гостях у 86-річної Глафіри Дорош, що придумала в голодному післявоєнному 1947 році цю смакоту, на яку «підсіла» вся країна.
Страву вона винайшла випадково.
Я працювала в нашому місцевому кафе кухарем, — згадує жінка, перебираючи в руках вирізки, що пожовтіли, з радянських газет і журналів, в яких розповідається про її кулінарний подвиг. — Якось готували на замовлення нашу фірмову картоплю, фаршировану м'ясом. Залишилися дрібні бульби, які я порізала і кинула в казан з олією, де варилася основна страва. Вирішила, що ми, поварихи, їх потім з'їмо самі. А поряд стояла часникова підливка до пиріжків з горохом. Ось нею я і полила нашу картоплю. Так в меню кафе з'явилося нова страва.
Може, воно так і залишилося б родзинкою маленького сільського кафе, коли б не приїзд на Вінниччину московського журналіста газети «Вісті» на початку 1960-х. Місцеві начальники добре розуміли, що від цього візиту залежить їх кар'єра. Гостя зустріли і запросили в показовий колгосп в Уланові. А там його пригостила Глафіра Дорош. Домашня ковбаса, шинка, смажені кури, коропи фаршировані рисом з родзинками, молочні поросята, кров'янка, картопля по-уланівськи. Потім журналіст зізнавався, що це був найяскравіший спогад від його поїздки до України. Зрозуміло, критичної статті в акули пера не вийшло. Зате в «Вістях» вийшов величезний матеріал, присвячений уланівській картоплі.
— З тих пір таке почалося! — посміхаючись, продовжує розповідь Глафіра Василівна. — Листи з проханням поділитися рецептом йшли мені звідусіль. Я лише встигала через десять копірок посилати його в усі куточки СРСР.
Порція коштувала всього 6 копійок.
В Уланів почалося справжнє паломництво. Їхали журналісти зі всесоюзних видань: «Праця», «Селянка», «Комсомольська правда». Побували тут і кореспонденти майже всіх українських газет. Вони просили одне: картоплю по-уланівськи! І їх пригощали. До того ж коштувала тоді порція всього 6 копійок. Зараз же, навіть в найдешевшому кафе, за страву беруть не менше 16 гривень.
— Якось покликали мене до Москви, — говорить пані Дорош. — Привезли в якийсь ресторан, де на кухні вже стояли камери, софіти, чекало безліч людей. Я повинна була розповісти і показати, як готується картопля. Приготувала, пригостила, дала інтерв'ю. І тут мене повідомляють, що мені присвоїли орден. Я не повірила, а наступного дня мені дійсно вручили орден Трудового Червоного Прапора. Сталося це 11 листопада 1965 року.
У селі Уланів було відкрито міні-музей Глафіри Василівни Дорош, а 21 серпня 2021 року проведено фестиваль «Картопля по-уланівськи»

### Уланівські старости
- Александер Пясечинський — київський каштелян[11]

## Галерея

Феодосій Углицький
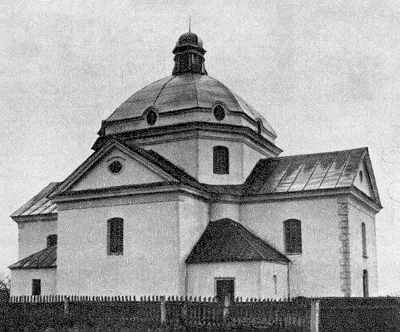
Вознесенська церква
Тарноградський Валер'ян Петрович